# Michał Wójciak
Michał Wójciak (ur. 12 lipca 1958 w Pułtusku) – polski urzędnik państwowy i samorządowy, wicewojewoda ciechanowski (1990–1994).

## Życiorys
Ukończył studia na Wydziale Zootechnicznym Szkoły Głównej Gospodarstwa Wiejskiego, po czym pracował m.in. jako doradca rolniczy w WOPR w Poświętnem. W wyniku wyborów w 1990 został powołany na burmistrza Nasielska. W tym samym roku objął funkcję wicewojewody ciechanowskiego. W 1991 został członkiem Rady Rozwoju Wsi przy prezesie Rady Ministrów. Pełnił obowiązki prezesa Zarządu Wojewódzkiego Ochotniczej Straży Pożarnej. W wyborach w 1991 bez powodzenia ubiegał się o mandat parlamentarzysty z okręgu Ostrołęka-Ciechanów-Łomża (jako przedstawiciel KLD). Ze stanowiska wicewojewody został odwołany w czasach rządów SLD-PSL.
W okresie gabinetu Jerzego Buzka pełnił funkcję wiceprezesa Agencji Restrukturyzacji i Modernizacji Rolnictwa (był rekomendowany przez Unię Wolności). Do 2010 sprawował mandat radnego Nasielska; w 2002 i 2006 był wybierany z ramienia lokalnych komitetów. Objął kierownicze stanowisko w Agencji Rynku Rolnego.